# Jamal

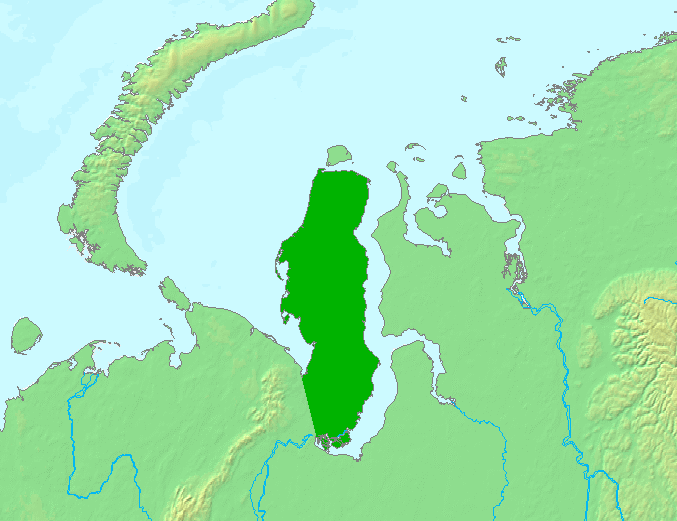
Karta med Jamal markerat i mörkgrönt.

Jamal (ryska: Яма́л), även Samojedhalvön, är en halvö mellan Obviken och Karahavet i nordvästra Sibirien i Ryssland. Jamal är 700 kilometer lång och 240 kilometer bred och är uppbyggd av sand och lera. Halvöns invånare är samojeder som bedriver renskötsel. Jamalhalvön ingår administrativt i det autonoma distriktet Jamalo-Nentsien. 

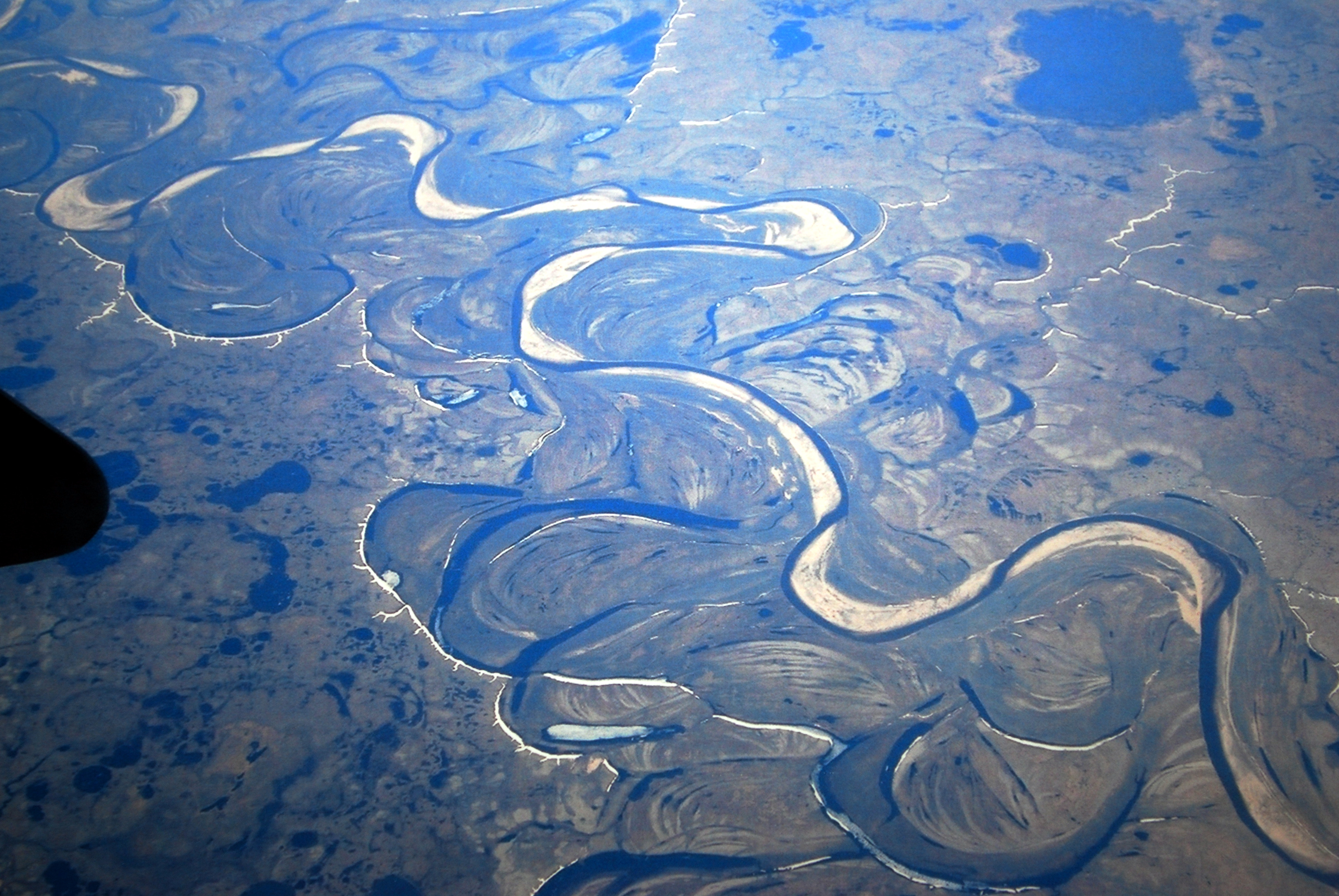
Korvsjöar på Jamalhalvön.

År 2007 hittade några renskötare de välbevarade resterna av en sex månader gammal mammutkalv på Jamal.

## Gasutvinning
De stora tillgångarna av naturgas är de största i Ryssland. Den ryska naturgasproducenten Gazprom har stora planer på prospektering och utvinning av fyndigheterna i området. Flera av de ledande industriländerna i Västeuropa, bland andra Tyskland och Frankrike, är beroende av import av naturgas från Gazprom. Gazproms gasfält i Bovanenkovo började produktionen år 2012. En av Gazprom ägd, 525 kilometer lång järnvägslinje till Obskaja invigdes år 2011.
Novatek, Rysslands näst största producent av naturgas, driver ett naturgasfält i Juzjno-Tambejskoje. De har byggt en hamn och en internationell flygplats i Sabetta i anslutning till en terminal för flytande naturgas (LNG). Projektet Jamal SPG startade år 2011 och inriktar sig mot den asiatiska marknaden, främst Kina. De första leveranserna från LNG-terminalen i Sabetta skedde i december 2017. En förlängning av järnvägen från Bovanenko till Sabetta, en sträcka på 170 kilometer, planeras.
Det har anlagts gasledningar via Östersjöns botten för att exportera naturgas från Jamal till Tyskland och övriga länder i Västeuropa. Detta Nord Stream-projekt är kontroversiellt och har debatterats intensivt i bland annat svenska nyhetsmedier.